# Toshio Takabayashi
Toshio Takabayashi (n. 15 noiembrie 1953) este un fost fotbalist japonez.

## Statistici
| Japonia | Japonia | Japonia |
| An      | Meciuri | Goluri  |
| ------- | ------- | ------- |
| 1974    | 4       | 1       |
| 1975    | 0       | 0       |
| 1976    | 8       | 1       |
| Total   | 12      | 2       |